# Los Zafiros
Los Zafiros fue un grupo de armonía vocal cubano creado en 1962, inspirado por grupos estadounidenses como The Platters. Este grupo formó parte de lo que se conoció en Cuba como el movimiento de filin o feeling y su música se constituyó a partir de una fusión de ritmos cubanos como el bolero, con doo-wop, baladas, R&B, calypso, Bossa Nova y el rock.

## Formación
Los Zafiros se formaron en el barrio habanero de Cayo Hueso, el 17 de diciembre de 1962. 
Sus miembros fundadores fueron:
- Leoncio Morúa (Kike)
- Miguel Ángel Cancio Soria (Miguelito ....primer Director)
- Homero Ignacio Elejalde Sánchez, con un alto registro como tenor (re-sobre-agudo) más alto que el de Tony Williams, líder de The Platters.
- Eduardo Elio Hernández Mora (El Chino)

Posteriormente se sumó el guitarrista Manuel Galbán, que además pasó a ser director musical.
- Sergio Rivero (El Haitiano) sustituyó a El Chino por un corto periodo de tiempo.

## Historia
Desde sus comienzos, el grupo gozó de una enorme popularidad vendiendo muchos discos y realizando giras por toda Cuba y por el extranjero. En 1964,  tuvo una participación importante en un segmento de la producción del film cubano-soviético "Soy Cuba" con su interpretación Amor loco. También se presentaron en el festival Varadero 70. A principio de los 70, fueron invitados a tocar en "El Show de Benny Hill", aparentando ser españoles.
Lamentablemente, la indisciplina provocada por las constantes limitaciones y vejaciones a que eran sometidos por el gobierno de Cuba, en aquella época difícil dónde todo lo foráneo representaba una señal anticomunista, limitó grandemente la capacidad de desarrollo del grupo. Dos de sus miembros murieron muy jóvenes. Ignacio murió en 1981 de hemorragia cerebral a la edad de 37 años y Kike en 1982 de cirrosis hepática. El Chino, afectado por problemas de visión, de habla y alcoholismo, vivió solo en Cayo Hueso hasta el día de su muerte el 8 de agosto de 1995 a los 56 años de edad. Hoy solo dos miembros que siguen con vida, Miguel Cancio, que vive en Miami al igual que el primer guitarrista, Oscar Aguirre. Sin embargo, a pesar de haber sido marginados por la política nacionalista que comenzaba a forjarse para aquel entonces, hasta hoy, Los Zafiros ha sido el cuarteto vocal más trascendental, de más calidad e inigualable de la música cubana dentro y fuera del país. Su música ha sido usada en bandas sonoras de series y películas y ha recorrido el mundo.
Manuel Galbán vivió con su esposa hasta su muerte, el 7 de julio de 2011,  en la misma casa que ocupaban en los días de Los Zafiros. Galbán continuó activo en la escena musical cubana a través de su trabajo con Buena Vista Social Club y como artista de grabaciones para el sello disquero World Circuit.
En 2001, World Circuit realizó una sesión de grabación especial para Galbán y Cancio en EGREM, con Orlando López (Cachaíto), Roberto García y Bernardo García (Chori). Cancio y Galbán grabaron dos de sus antiguas canciones, las cuales juegan un rol estelar en el film Los Zafiros "Music from the Edge of Time" y marcan la primera grabación de ambos después de treinta años.
La canción "He Venido", cantada por Los Zafiros, formó parte del soundtrack de la serie Breaking Bad.

## Discografía
- Los Zafiros LP (Areito LD3158)
- Bossa Cubana CD (1963-1967, reeditado en 1999)
- Los Zafiros Story CD (2006)
- Los Zafiros: Music from the edge of time. DVD